# Farbauti (lune)
Farbauti (désignation provisoire S/2004 S 9) est l'une des lunes de Saturne. Sa découverte fut annoncée par Scott S. Sheppard, David Jewitt, Jan Kleyna, et Brian G. Marsden le 4 mai 2005, d'après des observations faites entre le 12 décembre 2004 et le 9 mars 2005.
Farbauti mesure environ 5 kilomètres de diamètre et fait le tour de son orbite en 1079.009 jours.
Elle porte le nom de Farbauti, géant des tempêtes nordique, père de Loki.